# 奥斯塔
奥斯塔（義大利語：Aosta，發音：[aˈɔsta] ⓘ，当地发音：[ɔst]，标准法语发音：[aɔst]）是意大利双语政区瓦莱达奥斯塔的主要城市，位于阿尔卑斯山上近白山隧道入口处，距都灵约110千米。
奥斯塔2005年人口约为3万5千。

## 友好城市
- 法國 纳博讷